# Marlène Harnois
Marlène Harnois (født 22. oktober 1986 i Montreal, Canada) er en fransk taekwondokæmper. Hun blev fransk statsborger i 2008. Ved OL i London i 2012 vandt hun en bronzemedalje og hun har to gange været europamester.

## Sejre

### 2012
- Olympiske lege i London, Storbritannien
- Europmesterskabet i Manchester, Storbritannien
- US OPEN à Las Vegas, USA
- Olympisk kvalifikationsturnering i Kazan, Tatarstan

### 2011
- Universiades à Shenzen, Chine
- Verdensmesterskabet i 2011 i Sydkorea
- Championnats de France
- Russia Open
- Israel Open
- International turnering i Paris

### 2010
- International turnering i Paris
- De franske mestereskaber
- Europmesterskabet i Sankt Petersborg, i Rusland
- Europmesterskabet for hold

### 2009
- Universiades Games

### 2008
- Europmesterskabet i Rom, i Italien
- Deutsche Open

### 2007
- World Open Mexico
- Spanish Open
- Jerusalem Open

### 2006
- Copa d’Andorra
- Jerusalem Open
- Bilbao Open

### Andet
- Verdensmesterskabet for juniorer i Killarney, i Irland (2000)
- Korea Open (2003)
- Coupe du Monde francophone (2002)
- US Open (1999)
- Det canadiske mesterskab (fra 1997 til 2002)